# Pala di Vallombrosa
La Pala di Vallombrosa è un dipinto a olio su tavola (415x246 cm il pannello centrale) di Pietro Perugino, datato 1500 e conservato nella Galleria dell'Accademia a Firenze.

## Storia
Il dipinto venne commissionato al Perugino per l'altare maggiore dell'abbazia di Vallombrosa nei dintorni di Firenze nel 1498 e consegnato entro il luglio 1500. Con la soppressione napoleonica del 1810 la pala venne trasportata a Parigi nell'antenato del Museo del Louvre, ma con la Restaurazione, nel 1817, fu riportata in Italia, venendo destinata alla galleria fiorentina.
La forma originaria della pala e le vicende della committenza sono testimoniate dalla biografia di don Biagio Milanesi (1445-1523), abate di Vallombrosa e generale dell'Ordine dal 1480, scritta da don Bernardo del Serra all'inizio del XVI secolo.
La critica si espresse in maniera contrastante sull'opera: Adolfo Venturi la considerò un'opera di scarsa originalità, con uno schema simile a molte altre opere peruginesche, mentre Cavalcaselle vi lesse un influsso del giovane Raffaello che avrebbe provocato un "ringiovanimento" nell'arte del maestro; Becherucci addirittura ipotizzò che le figure di san Benedetto, san Michele e alcuni angeli fossero di mano dell'illustre allievo. In ogni caso la luminosità e la chiarezza degli incarnati avvicina l'opera ad altre uscite dalla bottega fiorentina di Perugino in quegli anni, quali il Compianto della Galleria Palatina e la Pietà agli Uffizi.
Quanto alla fortuna della pala, si può citare l'opera Incoronazione della Vergine e i santi Benedetto, Mercuriale, Giovanni Gualberto e Bernardo Uberti di Baldassarre Carrari, che direttamente le si ispira.

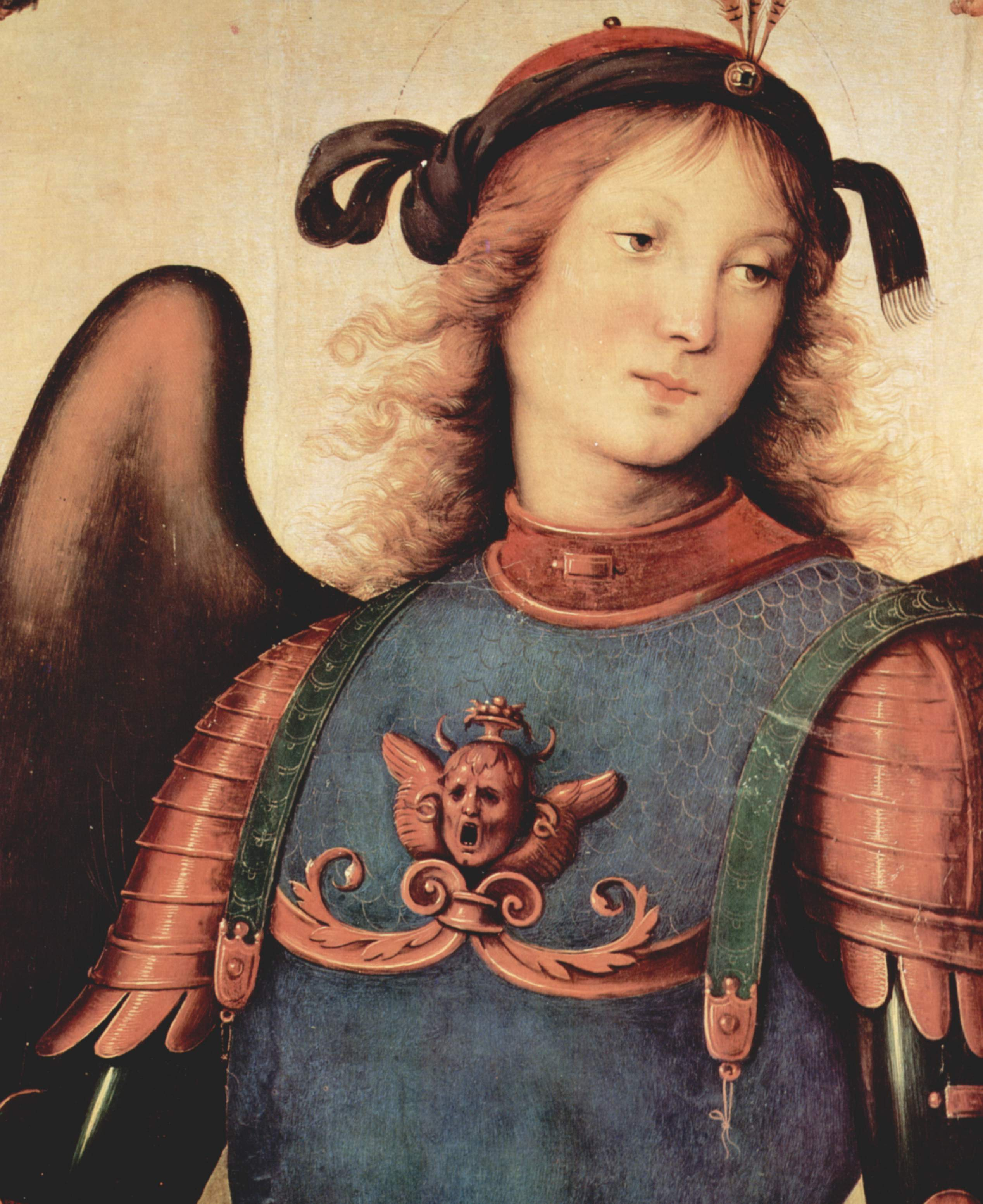
San Michele, dettaglio

## Descrizione e stile
La pala era originariamente dotata di una struttura a tabernacolo che comprendeva anche una perduta predella, della quale si conoscono i soli due pannelli agli estremi, con i ritratti alla base di quelli che dovevano essere i pilastri, di Biagio Milanesi e del monaco Baldassarre, opere di grande intensità, già agli Uffizi, poi riuniti alla pala verso il 2018.
Le condizioni di conservazione non sono ottimali. Lo schema diviso in due registri principali, uno celeste e uno terreno con i santi, completamente staccato dal primo, deriva dal prototipo della perduta Assunzione di Perugino nella Cappella Sistina, poi replicata in numerose altre tavole. Maria sta ascendendo in cielo entro una mandorla di cherubini, con angeli disposti simmetricamente ai lati che aiutano questa miracolosa dipartita: due volanti in basso e quattro musicanti fermi su una fascia di nuvole accanto a Maria. La mandorla si interrompe curiosamente sul bordo superiore della tela, dove inizia la lunetta in cui si trova il Dio Padre entro un nimbo dorato, a cui guarda estasiata la Vergine, circondato da altri angeli e cherubini. La mandorla un tempo si univa al nimbo divino, ma trattandosi di una ridipintura è stato eliminato il tratto superiore durante un restauro.
In basso assistono alla scena quattro santi immersi in un dolce paesaggio di colline sfumate in lontananza: da sinistra Bernardo degli Uberti, Giovanni Gualberto, Benedetto e Michele arcangelo.
Perugino ricorse a schemi e disegni già sperimentati in altre opere, disegnando con sicurezza con la sua tecnica già ormai consolidata, fatta da schemi misurati e piacevoli, un uso del colore brillante ma sfumato con dolcezza, un'attenzione ai particolari decorativi, come si coglie soprattutto nell'elegante armatura e nello scudo "all'antica" di san Michele.
Lungo il margine inferiore della tavola si legge la firma: PETRVS PERVSINVS PINXIT AD MCCCCC.